# Donald R. Kaye
Donald R. Kaye est le cofondateur de Tactical Studies Rules (TSR), la maison d'édition de jeux essentiellement connue pour le célèbre jeu de rôle Donjons et Dragons (D&D). Il est ami depuis l'enfance avec Gary Gygax, l'autre cofondateur de Tactical Studies Rules (TSR) et les deux compères partagent un intérêt pour les jeux de figurines. En 1972, Donald Kaye crée le personnage de Murlynd, l'un des premiers personnages de Donjons et Dragons (D&D) et le joue dans la campagne de Gary Gygax, Castle Greyhawk. Donald Kaye et Gary Gygax, convaincus que Donjons et Dragons (D&D) et ce genre de jeux représentent une excellente occasion commerciale, fondent ensemble Tactical Studies Rules (TSR) en 1973. Cependant, à peine deux ans plus tard, juste au moment où les ventes de Donjons et Dragons (D&D) commencent à décoller, Donald Kaye meurt brutalement d'une crise cardiaque à l'âge de 36 ans.

## Premières années et premiers jeux
Donald Kaye naît le 27 juin 1938. Il grandit à Lake Geneva (Wisconsin), où en 1944, à l'âge de 6 ans, il devient ami avec Gary Gygax, qui vit alors à Chicago (Illinois) et était venu visiter la ville où il déménagera en 1946. Ils commencent à jouer aux jeux de figurines en 1953. Gary Gygax et Donald Kaye conçoivent leurs propres règles pour leurs figurines, une importante collection de personnage de 54 mm et 70 mm. Ils utilisent des pétards "ladyfinder" pour simuler les explosions,. En 1970, Donald Kaye, Gary Gygax, Mike Reese et Leon Tucker créent un groupe de jeux de figurines, Lake Geneva Tactical Studies Association (LGTSA), dont les lieux de rassemblement sont le sous sol de Gary Gygax ou le garage de Donald Kaye.

## Fondation deTactical Studies Rules (TSR)
À l'automne 1972, Dave Arneson, un joueur de jeux de guerre de l'agglomération de Minneapolis-Saint Paul, vient à la  Lake Geneva Tactical Studies Association (LGTSA) faire la démonstration de son tout nouveau prototype de jeu de rôle. Gary Gygax conçoit alors une partie du même genre, située dans son imaginaire Castle Greyhawk et invite ses enfants, Ernie Gygax et Elise Gygax, à "créer des personnages et partir à l'aventure". Le soir suivant, Donald Kaye se joint à la partie avec deux autres amis de Gary Gygax, Rob Kuntz et Terry Kuntz,. Donald Kaye crée le personnage de Murlynd, Rob Kuntz celui de Robilar et Terry Kuntz celui de Térik.
À la Gen Con VI (1973), Donald Kaye observe avec intérêt un groupe très enthousiaste jouer au prototype de Donjons et Dragons (D&D) et propose à Gary Gygax de créer une société pour éditer eux-mêmes le jeu. Pressentant la popularité potentielle du jeu, Donald Kaye et Gary Gygax investissent chacun 1,000 $ pour fonder en octobre 1973 la maison d'édition Tactical Studies Rules (TSR),,; Donald Kaye tire le montant de sa participation de son assurance-vie,. Tactical Studies Rules (TSR) sera d'abord gérée depuis la salle à manger de Donald Kaye. Ils publient immédiatement Cavaliers and Roundheads, un jeu de figurines basé sur la Première Révolution anglaise et prévoient d’utiliser les bénéfices pour imprimer et éditer Donjons et Dragons (D&D). Cependant, en 1974, inquiets du fait que d'autres sociétés puissent être en train de développer des projets similaires, ils décident de ne plus attendre et convainquent une connaissance du monde du jeu, Brian Blume, d'investir un troisième tiers dans Tactical Studies Rules (TSR) à parts égales avec eux. En janvier 1974, ils impriment un millier d'exemplaires du jeu et les assemblent à la main dans le sous-sol de la maison de Gary Gygax. L'entreposage et l'expédition se font depuis le domicile de Donald Kaye. Le premier tirage est épuisé avant la fin de l'année 1974 et les ventes du second tirage commencent à augmenter de manière exponentielle. Fin 1974, Donald Kaye participe au développement d'une partie des règles d'un nouveau jeu de rôle dans un univers de type western intitulé Boot Hill.

## Mort et postérité
Au début de l'année 1975, alors qu'il n'a que 36 ans, Donald Kaye doit subir une opération du cœur, fait qu'il se garde de divulguer à ses associés. Gary Gygax et Brian Blume sont donc complètement pris par surprise lorsque Donald Kaye subit une crise cardiaque avant la date de l'opération prévue et meurt le 31 janvier 1975,. Dans son testament Donald Kaye n'avait pris aucune disposition particulière au sujet de sa participation d'un tiers dans le capital de la société, de sorte que sa participation à Tactical Studies Rules (TSR) revient à son épouse, que cela n’intéresse pas le moins du monde. Gary Gygax déclare :
« Après la mort de Don, [son épouse] a déchargé tout le matériel de Tactical Studies Rules devant ma porte. Il aurait été impossible de gérer une affaire avec un partenaire comme elle. »
Ni Gary Gygax ni Brian Blume n'ont l'argent pour racheter formellement la part de l'épouse de Donald Kaye, mais Brian Blume persuade Gary Gygax de permettre à son père, Melvin Blume, de la racheter. La société est réorganisée sous le nom de TSR Hobbies, Inc., avec une participation majoritaire de la famille Blume,,.Dix ans plus tard, la dispute de la propriété de ces parts résultera en une lutte pour le pouvoir au terme de laquelle Gary Gygax sera évincé de Tactical Studies Rules (TSR).
En 1975, Gary Gygax et Brian Blume publient Boot Hill à la mémoire de Donald Kaye. Dans le numéro de mars 1983 de Dragon magazine, Gary Gygax met à l'honneur Murlynd, le personnage de Donald Kaye. L'année suivante, il rend un nouvel hommage à Donald Kaye dans l'Unearthed Arcana (en) en utilisant le nom de Murlynd pour deux sorts (Murlynd's Ogre et Murlynd's Void) et un objet magique (Murlynd's Spoon) .